# Бажаев, Владимир Гаврилович
Владимир Гаврилович Бажаев (1865 — 1 марта 1916) — русский учёный, агроном, ботаник, педагог высшей школы. Работал земским агрономом в Московской губернии, затем губернским агрономом Томской губернии, зав. кафедрой, профессор Киевского политехнического института Императора Александра II. Соратник К. А. Тимирязева. Автор огромного числа научных трудов по агрономии и организации сельского хозяйства в Российской Империи.

## Биография
Родился в 1865 году.
После получения высшего образования работал земским агрономом в Московской губернии.
С 1889 по 1894 год — Губернский агроном Московской губернии.
На службе в классном чине с 1894 года.
В 1894 году — секретарь секции Агрономии IX Съезда русских естествоиспытателей и врачей.
С 1894 по 1898 год служил в должности Губернского агронома Томской губернии.
Защитил докторскую диссертацию.
В 1898 году назначен руководителем кафедры сельскохозяйственной экономии и статистики Киевского политехнического института.
С 1903 по 1916 год — профессор по той же кафедре. Читал курсы сельскохозяйственной экономии, агрономии, сельскохозяйственной статистики, и др.
По состоянию на 1909—1910 г. — член масонской ложи «Ложа правды», г. Киев (Выделилась из ложи «Киевская Заря». Работала в союзе «Великого Востока народов России»).
С 1915 года — Действительный статский советник.
Скончался 1 марта 1916 года.
Деятельность профессора В. Г. Бажаева получила высокую оценку К. А. Тимирязева который отмечал его большую работу среди крестьян по пропаганде перехода от зернового трехполья к клеверному хозяйству, по внедрению травопольных севооборотов.
Отчёты Томского Губернского агронома В. Г. Бажаева (напр.) до сих пор служат важным источником уникальных исторических данных по состоянию сельского хозяйства Российской Империи для современных исследований (напр.).

## Издания, книги и труды
- В. Г. Бажаев. Высшее сельскохозяйственное образование в России / В. Г. Бажаев // Русская мысль. — 1889. — Год. 10, Кн. 10. — С. 33-55[10].
- Положение дела улучшения крестьянского хозяйства в Московской губернии: Доклад агронома при Губернской земской управе В. Г. Бажаева. — Москва, 1890 — 98 с.[11]
- В. Г. Бажаев. Полевое травосеяние и улучшение полевых угодий: Руководство для крестьян / М.: Моск. губ. земство, 1891. — [6], 46 с.[12]
- В. Г. Бажаев. Очерки крестьянского сельского хозяйства и сельскохозяйственных земских мероприятий в Московской губернии / М.: Моск. губ. земство, 1892. — VIII, 148 с.[13]
- Руководство к правильному устройству травосеяния на надельных крестьянских полях Московской губернии. Составил Московский Губернский сельский агроном В. Г. Бажаев в 1893 году / Издание Московского губернского земства. — М.: Моск. губ. земство, 1893. — Издание шестое. при участии М. Е. Шатерникова. Москва, Типо-Литография В. Рихтера, 1909[14][15]. (и ещё шесть переизданий с 1893 по 1909 годы)[16]
- В. Г. Бажаев. О кормовых травах / Москва, Т-во скоропеч. А. А. Левенсон, 1893. — 13 с.[17]
- В. Г. Бажаев. О плугах и семенах: Краткое наставление для крестьян / М.: Моск. губ. земство, 1893. — 16 с.[18]
- О положении крестьянского травосеяния в Можайском уезде: (Доклад агронома при Губернской земской управе В. Г. Бажаева): Прил. к докл. по экон. вопросам. — М.: Т-во скоропеч. А. А. Левенсон, 1893. — 14 с.[19]
- Отчет о курсах плодоводства и огородничества Российского общества любителей садоводства на даче «Студенец» за 1892 г. : (доклад агронома при губернской земской управе В. Г. Бажаева) — Москва, 1894, 24 стр.[20]
- В. Г. Бажаев. Луга и их улучшение / М.: К. И. Тихомиров, 1894. — 34 с (и ещё девять переизданий с 1894 по 1914-й годы)[21]
- В. Г. Бажаев. О хлебных семенах и о посеве / Москва, К. И. Тихомиров, 1894. — 23 с. (и ещё 7 переизданий с 1894 по 1913 годы)[22].
- В. Г. Бажаев. Сельскохозяйственная организация Вятского земства / М.: Моск. губ. земство, 1894. — [2], IV, [2], 80 с.[23]
- В. Г. Бажаев. О полевом травосеянии в нечернозёмных губерниях / М.: Тип. т-ва И. Д. Сытина, 1895. — 29 с. (и переиздание 1898 г.)[24]
- Ведомость о переселенческих участках, несполна заселенных и свободных, образованных включительно до 1893 г. Западно-Сибирским Переселенческим Отрядом и Томскою временною партиею по Томскому и Мариинскому округам Томской губернии: с приложением описаний отдельных переселенческих участков и карт Томского и Мариинского округам Томской губернии /сост. по поручению г. Томского губернатора Томским правительственным агрономом В. Г. Бажаевым. / Томск: губ. тип., 1895. 110 стр.[25]
- В. Г. Бажаев. Краткий сельскохозяйственный обзор Томской губернии за 1895 год : составлен по сведениям, полученным от добровольных корреспондентов / В. Г. Бажаев. — Томск : Паровая типо-литография П. И. Макушина, 1896[26].[8]
- В. Г. Бажаев. О нуждах сельского хозяйства в Томской губернии / Спб.: Тип. В. Демакова, 1896. — 16 с.[27]
- В. Г. Бажаев. О системах земледелия в Томской губернии / Томск: Паровая типо-лит. П. И. Макушина, 1896. — [2], 27 с.[28]
- В. Г. Бажаев. Очерк климатических условий Томской губернии / Томск: Типо-лит. П. И. Макушина, 1896. — [1], 42, [12] с.; 22 см. — Отт. из «Тр. Том. отд. Моск. о-ва сел. хоз-ва». 1896. Кн. 1[29]
- В. Г. Бажаев. О правительственной и земской агрономии / М.: Т-во скоропеч. А. А. Левенсон, ценз. 1897. — 39 с.[30]
- В. Г. Бажаев. Крестьянское полевое травосеяние в нечернозёмной России / Санкт-Петербург: Тип. Спб. градоначальства, 1898. — 21 с.: табл.; 24 см. — Отт. из журн. «Сел. хоз-во и лесоводство» № 7, июль[31]
- В. Г. Бажаев. Об организации хозяйств в северных губерниях: (По публичным лекциям в Новгороде 22 и 23 февр.) / Спб.: Тип. В. Демакова, 1898. — 36 с.; 24 см. — Извлеч. из «Земледельч. газ.» № 30, 34 1898 г.[32]
- В. Г. Бажаев. О съездах деятелей в области общественной агрономии / Москва, 1899, 13 стр. — Отт. из «С.-х. журн.». 1899. № 1.[33]
- В. Г. Бажаев. Положение травосеяния у крестьян Волоколамского уезда, Московской губернии / М.: Тип. «Рассвет», 1900. — 24, 10 с.[34]
- В. Г. Бажаев. Крестьянское травопольное хозяйство в нечернозёмной полосе Европейской России, / Москва : К. И. Тихомиров, 1900. — 350 с.[35][36]
- В. Г. Бажаев. Как завести правильное полевое травосеяние в нечернозёмной полосе Европейской России / Спб.: Петерб. собр. сел. хозяев, 1902. — 35 с.: табл., 4 л. пл.; 20 см. — (Сел. труд: Нар. с.-х. б-ка им б. пред. Петерб. собр. сел. хозяев И. М. Гедеонова; Кн. № 6).[37]
- В. Г. Бажаев. Мелкая земская единица (вып.1). / в кн.: «Общественная польза». Сборник статей / К. К. Арсеньев, В. Г. Бажаев, П. Г. Виноградов и др. / Книгоиздательство кн. П. Д. Долгорукова и кн. Д. И. Шаховского при участии ред. газ. «Право». 2-е изд., перераб. и доп. Санкт-Петербург, 1903 г.[38]
- Конспект курса по сельскохозяйственной экономии, прочитанного проф. В. Г. Бажаевым в Киевском политехническом институте императора Александра II в 1903-04 г. — 2-е изд. — Киев: Тип. Р. К. Лубковского, 1909. — 177, [3] с.: табл.; 18 см. — Библиогр.: «Пособия» в конце отд. гл. — То же. — 3-е изд. — Киев: В. А. Просяниченко, 1912 (обл. 1913). — 130, [2] с.: табл.; 23 см[39]
- В. Г. Бажаев. И. А. Стебут: По поводу исполнившегося 15 авг. 1904 г. 50-летия его деятельности / Киев: Т-во «Печатня С. П. Яковлева», ценз. 1904. — 8 с.; 20 см. — Отт. из журн. «Вед. сел. хоз-ва и пром-сти» (Орган Юж.-Рус. о-ва поощрения и сел. пром-сти).[40]
- Конспект курса по сельско-хозяйственной экономии (по лекциям проф. В. Г. Бажаева) в Киевском политехническом институте императора Александра II. 1904 г. / Изд. студента П. Е. Вощакина. — Киев: Тип. П. Барского, 1904. — 178 с.[41]
- В. Г. Бажаев. К вопросу о способах подготовки деятелей в области агрономической помощи населению / Киев : т-во «Печатня С. П. Яковлева», ценз. 1905. — 14 с.; 21.[42][43]
- В. Г. Бажаев. Подъем производительности сельского хозяйства, как самостоятельная задача аграрной политики / М.: Вестн. сел. хоз-ва, 1905. — [2], 22 с.[44]
- В. Г. Бажаев. К вопросу об организации земской страховой статистики в Киевской губернии / Киев: Т-во «Печатня С. П. Яковлева», [1907]. — 6 с.; 25 см. — Отт. из журн. «Хозяйство» 1907 г. № 45.[45]
- Конспект курса сельскохозяйственной статистики, читанного профессором В. Г. Бажаевым в Киевском политехническом институте в 1909—1910 года. — Киев: Тип. т-ва «Г. Л. Фронцкевич и К°», 1910. — 154 с.[46]
- В. Г. Бажаев. А. И. Чупров и аграрный вопрос: Загран. период деятельности А. И. Чупрова: Речь на заседании О-ва экономистов, посвящ. памяти А. И. Чупрова 25 февр. 1909 г. / Киев: Тип. И. И. Чоколова, 1909. — 10 с.[47]
- В. Г. Бажаев. Крестьянская аренда в России, Москва: Изд-во К. Тихомирова, 1910. — 98 стр.[48]
- Конспект курса сельско-хозяйственной статистики, читанного профессором В. Г. Бажаевым в Киевском политехническом институте в 1911—1912 году. — Киев: Типо-лит. «Прогресс», 1912. — 153 с.; 28 см. — Без тит. л. — Напеч. на пиш. маш. Литогр. — То же. — 2-е изд. — Киев: Худож. хромо-лит. Я. К. Бенцияновского, 1914. — 182 с.[49]
- В. Г. Бажаев. К вопросу о соотношении между экономической статистикой и экономической географией / Киев: Тип. И. Чоколова, 1914. — 11 с.; 22 см. — Отт. из журн. «Изв. Киев. коммерч. ин-та».[50]
- В. Г. Бажаев. К вопросу о хозяйственных районах / Киев: Т-во «Печатня С. П. Яковлева», 1915. — 23 с.; 26 см. — Отт. из журн. «Хозяйство», № 15-17 за 1915 г.[51]
- В. Г. Бажаев. Конспект курса сельскохозяйственной статистики / Проф. В. Г. Бажаев. — 3-е изд., испр. и доп. — Киев: Кн-во «Агр. кружка при Киев. политехн. ин-те», 1916. — 142 с.[52]
- Атлас картограмм по сельскохозяйственной статистике к Конспекту проф. В. Г. Бажаева. — Киев: Кн-во «Агр. кружка при Киев. политехн. ин-те», 1916. — 142 с.[52]